# Acanthopagrus taiwanensis
Acanthopagrus taiwanensis е вид лъчеперка от семейство Sparidae.

## Разпространение
Видът е разпространен в Провинции в КНР и Тайван.

## Описание
На дължина достигат до 21,6 cm.